# Stanisław Maj (lekarz)
Stanisław Maj (ur. 28 stycznia 1932 w Staszowie, zm. 10 stycznia 2023) – polski lekarz internista i hematolog, prof. dr hab.

## Życiorys
Studia medyczne ukończył w 1957 roku na Akademii Medycznej w Warszawie. Obronił pracę doktorską, następnie uzyskał stopień doktora habilitowanego. Otrzymał tytuł profesora nauk medycznych. W 1957 roku został zatrudniony w Instytucie Hematologii i Transfuzjologii, w którym z przerwą w latach 1969-1977, pracował.